# Lỗ sâu
Trong vật lý, một lỗ sâu (tiếng Anh: wormhole), lỗ giun, hay Cầu Einstein-Rosen là một không-thời gian được giả định là có cấu trúc tô pô đặc biệt tạo nên đường đi tắt trong không thời gian. Chúng nối thông từ một vùng không-thời gian này đến vùng kia và đôi khi, vật chất đi từ vùng này sang vùng kia bằng cách chui qua hố này.
Tên gọi "lỗ sâu" được tạo ra khi tưởng tượng rằng vũ trụ là một bề mặt cầu. Muốn đi từ một điểm đến điểm đối diện trên mặt cầu cần quãng đường là nửa chu vi đường tròn lớn của mặt cầu. Tuy nhiên, nếu có một con sâu đục lỗ xuyên vào trong lòng hình cầu, nối thẳng hai điểm, quãng đường đi chỉ còn là đường kính mặt cầu.
Trong không thời gian, một hố giun có thể giúp đi qua các khoảng cách rất lớn, thậm chí đi tới một "vũ trụ khác". Có thể sự tồn tại của hố giun trải dọc chiều thời gian, đi qua quá khứ, vì thế có thể đi ngược thời gian bằng cách đi qua nó.
Một ví dụ về cơ chế sinh ra lỗ sâu đã được tưởng tượng cho bên trong lòng các lỗ đen tích điện và quay (có mô men động lượng). Tuy nhiên, chưa có bằng chứng thực nghiệm về sự tồn tại của các lỗ sâu, các lỗ sâu hầu như không tồn tại. Ngay cả khi một lỗ sâu có thể được hình thành, như theo cơ chế ở trên, nó sẽ không ổn định; chỉ một tác động nhỏ, bao gồm việc vật chất chui qua nó, cũng làm nó sụp đổ. Thậm chí nếu các lỗ sâu tồn tại và ổn định, việc con người có thể đi qua chúng cũng rất khó khăn, do bức xạ điện từ đổ vào trong lỗ sâu (từ các ngôi sao, màn vi sóng vũ trụ,...) sẽ dịch chuyển sang tần số cực cao với năng lượng tập trung lớn, phá hủy sự sống.

## Hình dạng

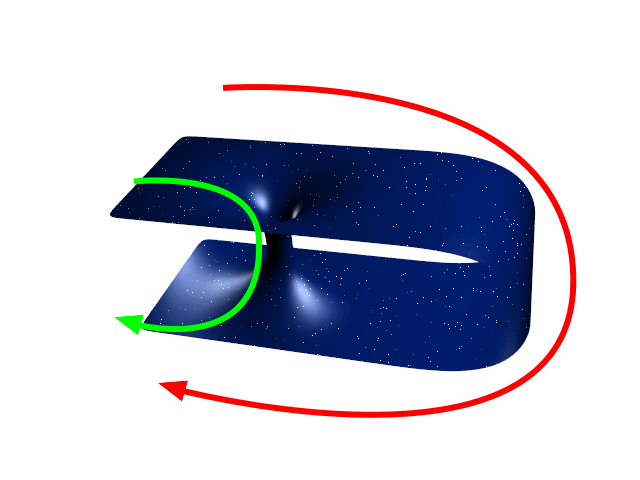
Lỗ sâu được hình dung ở 2D

Để đơn giản hóa khái niệm của lỗ sâu, không gian có thể được hình dung như một mặt phẳng 2D. Lúc này, lỗ sâu sẽ xuất hiện như một cái hố ở trong mặt phẳng ấy, tạo ra một cái ống 3D (mặt phẳng bên trong là của ống hình trụ), sau đó nối lại với một vị trí khác ở trên mặt phẳng 2D đó bằng một cái hố cũng tương tự như vậy ở lối vào. Một cái lỗ sâu thực sự sẽ giống như vậy, nhưng chỉ được dựng với một chiều không gian. Ví dụ như thay vì một cái hố hình tròn trên mặt phẳng 2D, những điểm vào hoặc ra có thể được hình dung như những cái hố hình cầu ở trong không gian 3D.
Một cách khác để tưởng tượng một lỗ sâu là lấy một tờ giấy và vẽ hai điểm bất kỳ cách xa nhau trên một mặt của tờ giấy. Tờ giấy lúc này đại diện cho mặt phẳng không-thời gian, và hai điểm đại diện cho một khoảng cách cần di chuyển, nhưng về lý thuyết thì lỗ sâu có thể kết nối hai điểm này bằng cách gập mặt phẳng (trong trường hợp này là tờ giấy) để cho hai điểm gặp nhau. Bằng cách này, ta sẽ dễ dàng di chuyển qua khoảng cách này bởi vì hai điểm lúc này đã gặp nhau.

## Định nghĩa
Cho một không gian compact thuộc không-thời gian (spacetime), với giới hạn tô pô tầm thường, nhưng bên trong không đơn giản liên thông. Chuẩn hóa ý tưởng này có được giả thiết sau, nằm trong Lỗ sâu Lorentz của Matt Visser.
Miêu tả về một lỗ sâu liên vũ trụ (inter-universe wormholes) có phần khó hơn. Chúng ta có thể tưởng tượng có một vũ trụ 'con' được nối với một vũ trụ 'cha' thông qua một 'điểm rốn'. Có thể coi điểm rốn là miệng của lỗ sâu nhưng không-thời gian là liên tục nên điều đó không hoàn toàn đúng.

## Các dạng lỗ sâu
Lỗ sâu liên vũ trụ nối một vị trí này với một vị trí khác trong cùng vũ trụ. Một lỗ sâu có thể kết nối những vị trí cách xa nhau trong vũ trụ bằng cách bẻ cong không-thời gian, cho phép di chuyển giữa các vị trí đó nhanh hơn di chuyển trong không gian bình thường. Điều này được minh họa bởi hình bên. Lỗ sâu liên vũ trụ Một lớp chung của các giải pháp thu được mô tả một hệ thống lỗ sâu đối xứng hình cầu. Sự hiện diện của các hàm tùy ý cho phép người ta mô tả vô hạn nhiều hệ thống lỗ sâu loại này. Nguồn năng lượng ứng suất hỗ trợ cấu trúc bao gồm một sao lùn nâu dị hướng  sao  kết hợp trơn tru với chân không và có thể có hằng số vũ trụ tùy ý. Nó đã được chứng minh làm thế nào tập hợp các giải pháp này cho phép mật độ năng lượng khác không và do đó cho phép khối lượng sao tích cực cũng như cách vi phạm các điều kiện năng lượng có thể được giảm thiểu. Không giống như các ví dụ được xem xét cho đến nay, sự nhấn mạnh ở đây được đặt vào việc xây dựng bằng cách thao túng trường vật chất trái ngược với số liệu. Sơ đồ này thường là vật lý hơn phương pháp hình học thuần túy. Cuối cùng, các ví dụ rõ ràng được xây dựng bao gồm một ví dụ cho thấy có thể kết nối nhiều vũ trụ kín bằng các lỗ sâu như vậy. Số lượng vũ trụ được kết nối có thể là hữu hạn hoặc vô hạn,Trong bài báo này tôi trình bày một không thời gian của hai vũ trụ mở được kết nối bởi một lỗ giun Lorentzian. Không thời gian có các tính năng sau: (1) Nó có thể giải chính xác các phương trình Einstein; (2) Điều kiện năng lượng yếu được thỏa mãn ở mọi nơi; (3) Nó có cấu trúc liên kết R ^ 2 \ lần T_g (g \ ge 2); (4) Nó không có chân trời sự kiện. Điều này đặt ra câu hỏi liệu có loại lỗ sâu cho phép di chuyển từ một vũ trụ này sang một vũ trụ khác hay không. Một lỗ sâu nối giữa những vũ trụ đóng gọi là lỗ sâu Schwarzschild wormhole. Một ứng dụng có thể khác của lỗ sâu là du hành xuyên thời gian, trong đó, hố giun nối một điểm trong không-thời gian với một điểm khác. Trong lý thuyết dây, lỗ sâu được mường tượng là nhân tố nối hai D-brane với hai miệng nằm trên mỗi brane mà được nối bới một ống từ (flux tube) . Ngoài ra, lỗ sâu còn được coi là một phần của spacetime foam . Có hai loại lỗ sâu chính: lỗ sâu Lorentz và lỗ sâu Euclid. Lỗ sâu Lorentz được nghiên cứu bởi ngành trọng lực học bán cổ điển (semiclassical gravity) còn lỗ sâu Euclid được nghiên cứu trong vật lý phân tử. Lỗ sâu khả chuyển (traversible wormholes) là một loại lỗ sâu Lorentz đặc biệt cho phép con người đi từ phía này đến phía kia. Sergey Krasnikov đã đề ra thuật ngữ lối tắt không-thời gian (spacetime shortcut) làm định nghĩa chung cho lỗ sâu (khả chuyển) và các hệ thống đẩy cho phép di chuyển những khoảng cách cực xa trong những khoảng thời gian cực ngắn như động cơ Alcubierre và ống Krasnikov.

## Lỗ sâu có thể đi qua được

### Lỗ sâu và vấn đề di chuyển nhanh hơn vận tốc ánh sáng
- Bình thường, nếu bay từ Trái Đất đến một thiên hà xa xôi, bạn phải đi hàng triệu năm với tốc độ ánh sáng.
- Nhưng nếu có một lỗ giun, bạn có thể "chui" qua nó như đi qua một đường hầm và đến ngay lập tức hoặc trong thời gian rất ngắn.
- Bản thân bạn không vượt quá tốc độ ánh sáng, mà chỉ tận dụng không-thời gian bị uốn cong để đi đường tắt.

Nếu lỗ giun tồn tại và ổn định, bạn có thể đến nơi nhanh hơn ánh sáng theo cách thông minh, nhưng không thực sự phá vỡ giới hạn vật lý của tốc độ ánh sáng.

### Lỗ sâu Schwarzschild
Lỗ sâu Schwarzschild hay Einstein-Rosen bridges là những cây cầu bắc giữa các vùng khác nhau của vũ trụ, có thể được xem như giải pháp chân không cho các phương trình Einstein khi kết nối hố đen với hố trắng.

## Metrics của lỗ sâu
Lỗ sâu là một đa tạp ba chiều topo dị thường (tiếng Anh: three-manifold of nontrivial topology)

## Lỗ sâu trong tiểu thuyết, phim ảnh

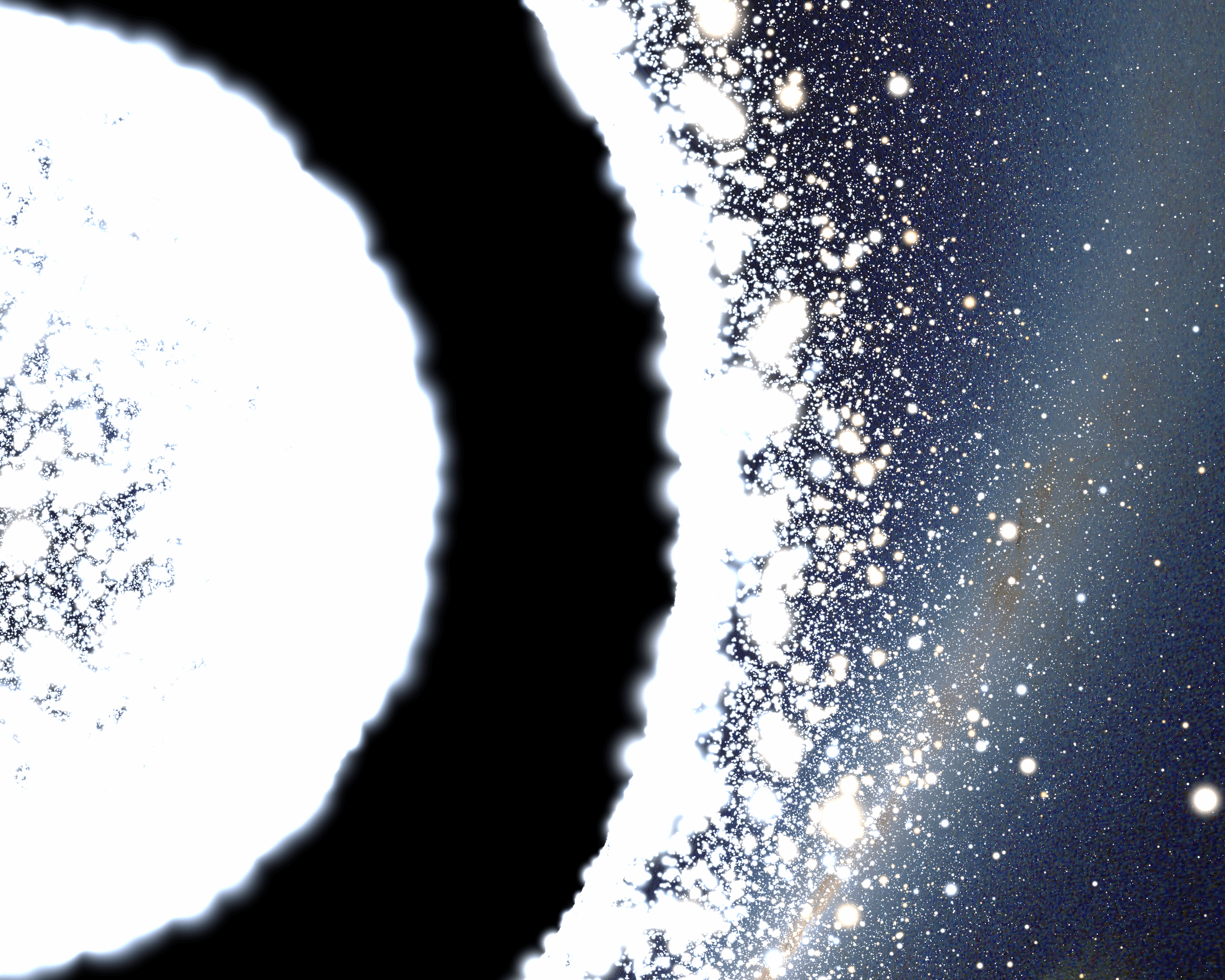
Hình vẽ tưởng tượng về lỗ sâu Schwarzschild, trong đó vật chất chui vào một lỗ đen và thoát ra từ một lỗ trắng
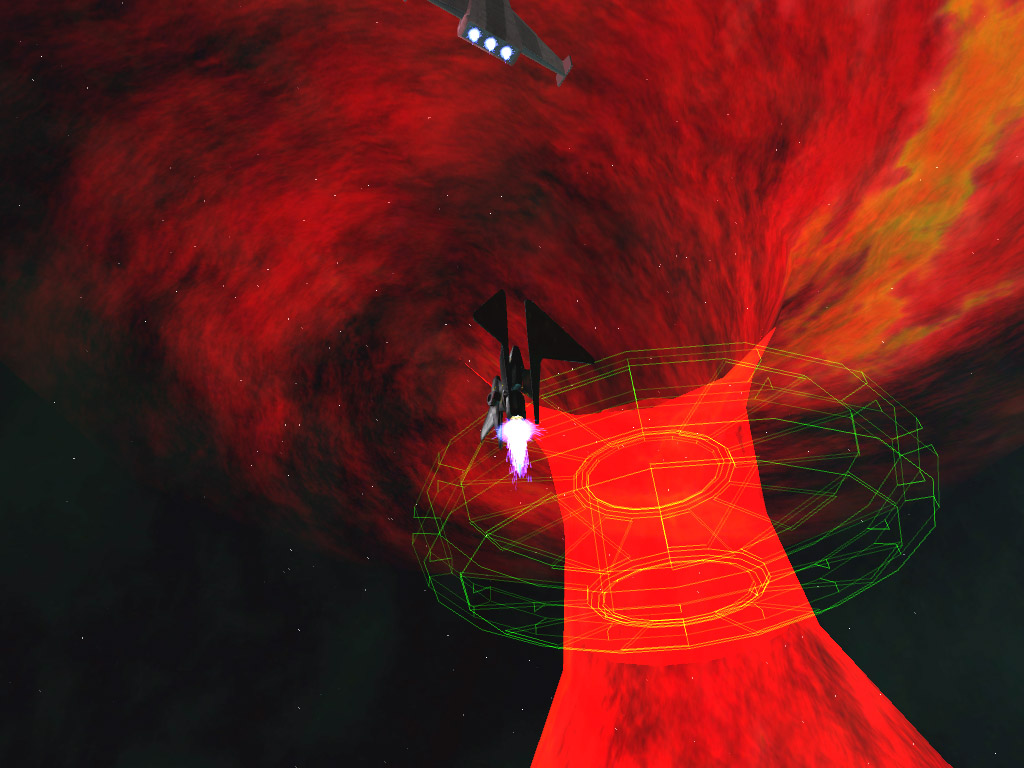
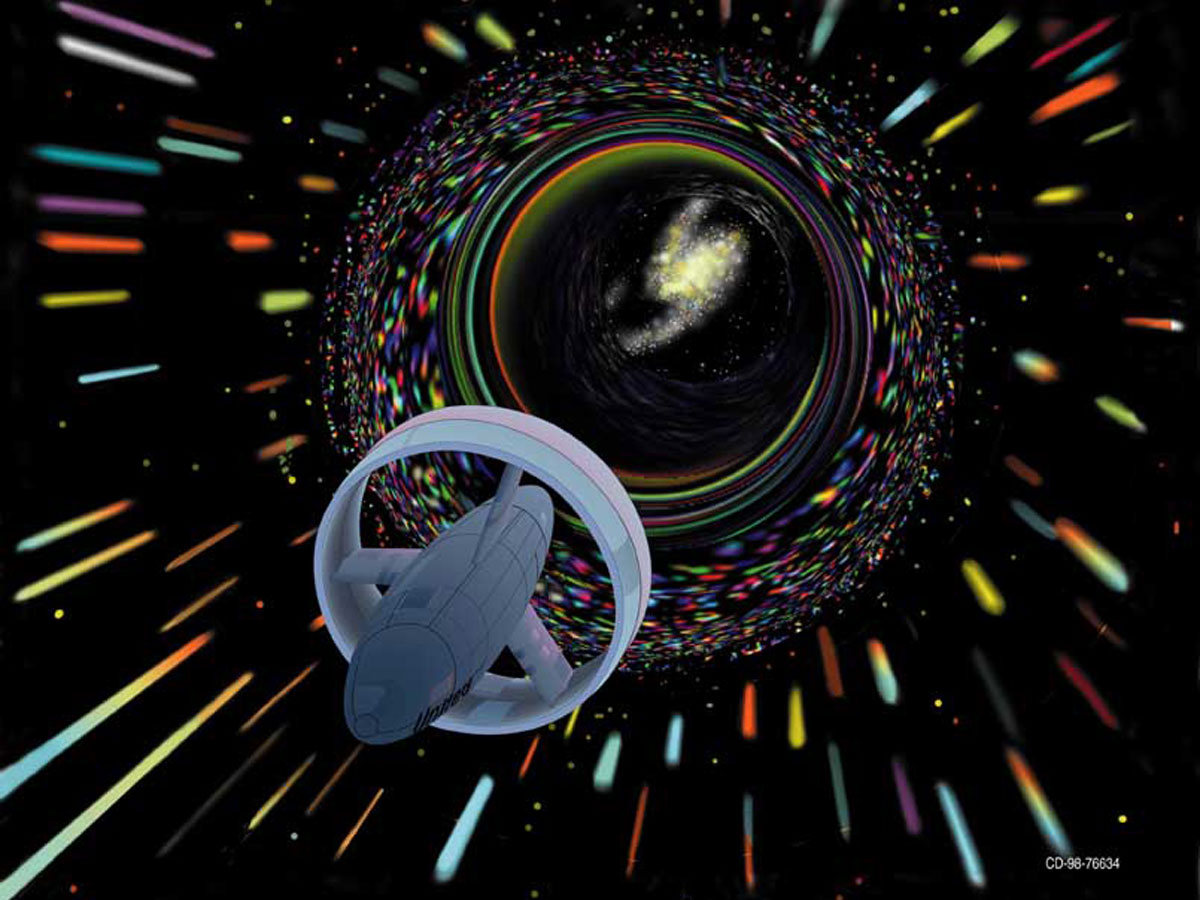
Du hành xuyên qua lỗ sâu